# Малая горлица

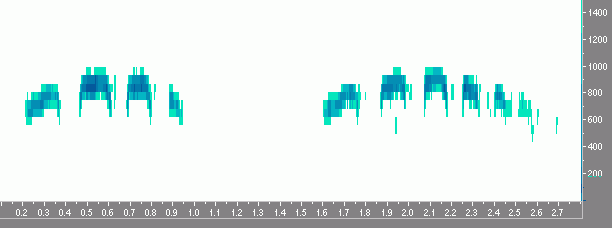
Сонограмма воркования малой горлицы

Малая горлица или египетская горлица (лат. Spilopelia senegalensis) — вид птиц из семейства голубиных отряда голубеобразных, обитающий в тропической Африке (к югу от Сахары), на Ближнем Востоке (включая Египет), восточной Индии, а также в западной Австралии.

## Описание

В Иране

Малая горлица — довольно небольшая птица размером 26—29 см с длинным хвостом, длина крыла от 12,4 до 14,4 см, размах от 40 до 43 см. Вес взрослой особи составляет от 90 до 130 г. Она имеет красновато-коричневую окраску с сизо-серым отливом на крыльях и на хвосте. Голова и живот светлее, чем всё остальное тело, на шее имеются тёмные пятна. Лапки у малой горлицы красные. Половой диморфизм не выражен — самцы внешне почти не отличаются от самок. Молодые особи имеют красноватый оттенок, в отличие от взрослых, а также жёлтые глаза и красноватый клюв с ярко выраженной восковицей. У взрослых птиц клюв и глаза серого цвета.
Воркование малой горлицы напоминает смех, отсюда и английское название птицы: «смеющийся голубь» (англ. Laughing Dove).

## Распространение
Гнездовой ареал: Африка и Юго-Западная Азия. В Африке малая горлица населяет почти весь материк, за исключением некоторых внутренних областей. В Азии распространена от южных частей Аравии и Индии к северу до Турции и южных районов бывшего СССР, а к востоку — до Северо-Западного Китая, Бангладеш и Непала. В Восточной Европе и Северной Азии живёт в Закавказье, в Юго-Восточном Казахстане и Средней Азии.
Не исключено, что расселение малых горлиц на север будет продолжаться вниз по долине Иртыша, от низовьев р. Или на Караганду, от Аральского моря на Актюбинск и по Тургаю; по черноморскому побережью, а также вдоль Северо-Восточного и Северо-Западного Каспия до низовий Урала, Волги, возможно на Северный Кавказ.

## Питание
Питается малая горлица зёрнами, семенами, почками, мелкими насекомыми.

## Размножение

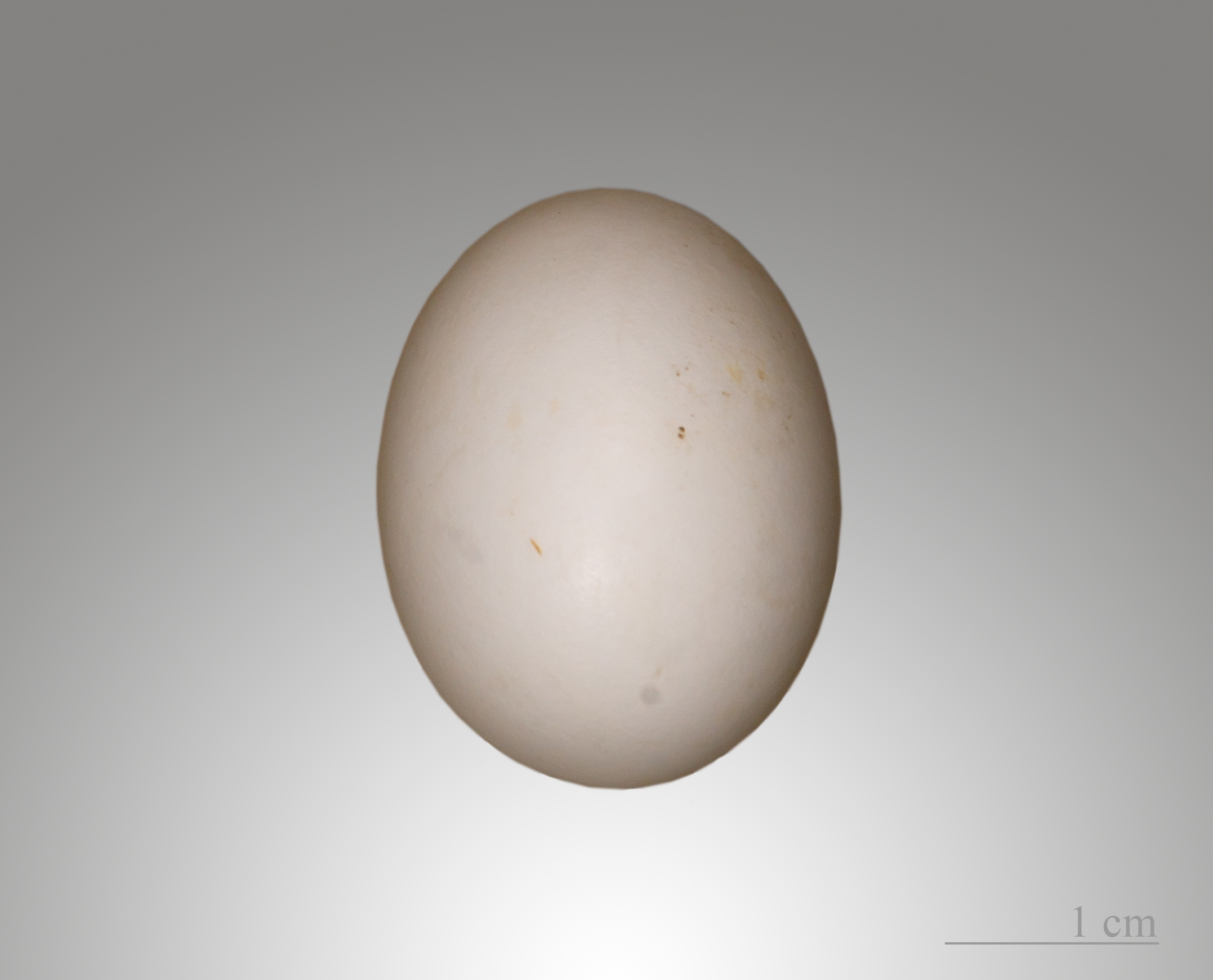
Яйцо

Малые горлицы ведут оседлый синантропный образ жизни — гнездятся около человеческих поселений. Места для гнёзд весьма разнообразны: это могут быть кроны деревьев, фонарные столбы, карнизы и чердаки зданий, иногда их гнёзда находили даже на балконах или верандах заселённых квартир.
Малые горлицы моногамны, образуют довольно долговременные пары, иногда даже на несколько лет. Каждая пара занимает определённую территорию, и её обитатели ревностно охраняют свои владения и прогоняют нарушителей. Гнездо малой горлицы, как и у всех голубиных, очень простое: несколько небрежно укреплённых прутьев. Строит гнездо обычно самка, самец обеспечивает её строительным материалом. Иногда пара занимает своё старое, ранее построенное гнездо, обновив его. Когда гнездо готово, самка горлицы откладывает обычно два белых яйца и насиживает их в течение двух недель при деятельном участии самца, который регулярно сменяет её на посту. Птенцы выводятся слепые, беспомощные, слегка покрытые пухом. Родители выкармливают птенцов, отрыгивая из зоба так называемое «птичье молоко», образованное из смеси проглоченной ранее пищи с зобными выделениями. Это «молоко» обеспечивает довольно быстрый рост птенцов, и они уже через две недели покидают гнездо.